# Северный Паданглавас
Северный Паданглавас (индон. Padang Lawas Utara) — округ в провинции Северная Суматра. Административный центр — Гунунг-Туа.

## История
Округ был выделен в 2007 году из округа Южное Тапанули.

## Население
Согласно оценке 2007 года, на территории округа проживало 201 327 человек.

## Административное деление
Округ делится на следующие районы:
- Батанг-Онанг
- Долок
- Долок-Сигомпулон
- Халонгонан
- Хулу-Сихапас
- Паданг-Болак
- Паданг-Болак-Джулу
- Портиби
- Симангамбат